# Altri tempi
Altri tempi («Otros tiempos» en español) es una película italiana de antología de 1952 coescrita y dirigida por Alessandro Blasetti. La misma presenta una serie de historias con distinto género: comedias, dramas, románticas y musicales.

## Argumento
Il carrettino dei libri vecchi
En Il carrettino dei libri vecchi («El carro de libros viejos»), un bondadoso vendedor de libros antiguos muestra a sus clientes algunas obras del pasado, y el turbulento hijo de un quiosco le hace una broma.
Ballo Excelsior
Reconstrucción filmada del balet Excelsior, una danza alegórica de finales de siglo del compositor Romualdo Marenco interpretada por primera vez en el Teatro de La Scala de Milán el 11 de enero de 1881.
Meno di un giorno
En Meno di un giorno («Menos de un día»), dos amantes, por razones contingentes, logran verse en una habitación de hotel una vez al año, durante unas horas, pero debido a algunos contratiempos no logran consumir su relación.
Il tamburino sardo
Il tamburino sardo («El tamborilero de Cerdeña») tiene lugar durante la primera guerra de independencia luchada contra los austriacos, en donde un tamborilero muy joven, que entrega un mensaje importante al mando italiano, es golpeado y pierde el uso de una pierna.
Questione d'interesse
En Questione d'interesse («Asunto de interés»), dos campesinos luchan por la posesión de estiércol.
L'idillio
Como su nombre lo indica, L'idillio («El idilio») trata sobre el tierno idilio de verano entre dos niños de familias de clase alta. Guido, por un beso que le dio a la dulce griega Filli, se pregunta si este acto la dejó embarazada y también teme por su criada, que tuvo un bebé sin estar casada. Con el final del verano llega la dolorosa separación.
La morsa
En La morsa («El vicio»), un comerciante descubre el engaño de su esposa con su socio comercial. De regreso a casa, al principio finge que no ha pasado nada, luego, con una excusa, despide a la criada y, tras negarle el perdón a su esposa, trata de inducirla a quitarse la vida.
Pot-pourri di canzoni
Pot-pourri di canzoni («Popurrí de canciones») es un musical que cuenta la historia de un feliz noviazgo y matrimonio, amenizado por el nacimiento de un hijo y concluido con la partida de su marido hacia la guerra, de la que quizás ella no regrese.
Il processo di Frine
Il processo di Frine («El proceso de Friné») sucede en Nápoles, donde una mujer es juzgada por intentar envenenar a su marido y a su suegra juntos. Gracias a su belleza incontenible, el abogado defensor nombrado de oficio logra con una inspirada y vehemente arenga revertir la situación, arrastrando al público y jurados al lado de la imputada. El episodio está basado en un cuento corto de Edoardo Scarfoglio, y que hace referencia a la historia antigua de la hetaira Friné.

## Reparto
Il carrettino dei libri vecchi
- Aldo Fabrizi: el vendedor ambulante de libros antiguos.
- Pina Renzi: el quiosco.
- Enzo staiola: su hijo.
- Luigi Cimara: caballero en el convertible.
- Marisa Merlini: dama en el convertible.
- Galeazzo Benti: el amante.
- Mario Riva: el cliente quisquilloso.

Il carrettino dei libri vecchi
- Alba Arnova: el Progreso.
- Carlo Mazzone-Clementi: el Oscurantismo.
- Anna Maria Bugliari: Italia.
- Mirdza Capanna: la Luz.
- Antonio Acqua: la Ciencia.
- Dino Raffaelli: el Arte.
- Filippo Morucci: Alessandro Volta

Meno di un giorno
- Alba Arnova: Matilde.
- Andrea Checchi: Camillo.
- Boxer Cheats: el jefe de estación.
- Bruno Corelli: el camarero.
- Gabriele Tinti: el joven en el tren.
- Silvio Bagolini: el guía.

Il tamburino sardo
- Enzo Cerusico: el tamborilero.
- Vittorio Vaser: el capitán.
- Attilio Tosato: el sargento.
- Guido Celano: el teniente.
- Ugo Sasso: un soldado.
- Yvonne Cocco: monja.
- Pietro Tordi: un enfermero.

Questioni d'interesse
- Arnoldo Foà: el campesino
- Folco Lulli: el otro campesino.
- Mario Mazza: el carabinero.

L'idillio
- Maurizio Di Nardo: Guido.
- Geraldina Parriniello: Filli.
- Paolo Stoppa: el padre de Guido.
- Rina Morelli: la madre de Guido.
- Sergio Tofano: abuelo de Guido.
- Jone Morino: Magdalena.

La morsa
- Amedeo Nazzari: Andrea Fabbri.
- Elisa Cegani: Giulia, su esposa.
- Roldano Lupi: Antonio Serra, su amante.
- Goliarda Sapienza: Anna, la sirvienta.

Pot-pourri di canzoni
- Barbara Florian: la novia.
- Elio Pandolfi: el novio.
- Amalia Pellegrini: la abuela.
- Oscar Andriani: el padre.
- Elena Altieri: la esposa del mayor.
- Gian Aldo Bettoni: el mayor.

Il processo di Frine
- Gina Lollobrigida: María Antonia Desiderio.
- Vittorio De Sica: el abogado defensor.
- Arturo Bragaglia: el fiscal.
- Giovanni Grasso Jr.: El presidente de la corte.
- Turi Pandolfini: primer canciller.
- Armando Annuale: segundo canciller.
- Vittorio Caprioli: el farmacéutico.
- Dante Maggio: un testigo.
- Umberto Sacripante
- Liana Del Balzo
- Alberto Talegalli
- Alfredo Rizzo
- Alberto Sorrentino

## Galería de imágenes

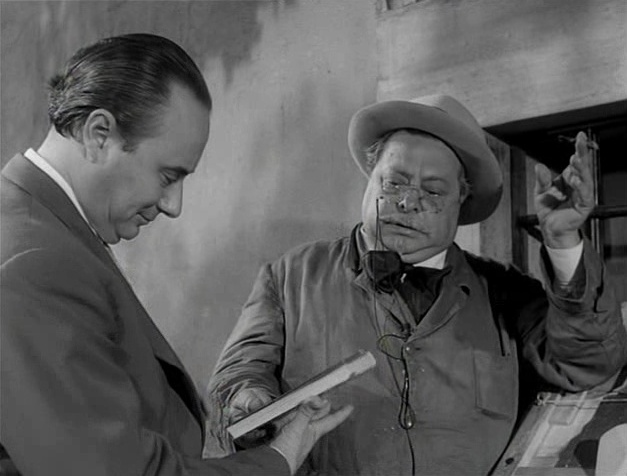
Il carrettino dei libri vecchi
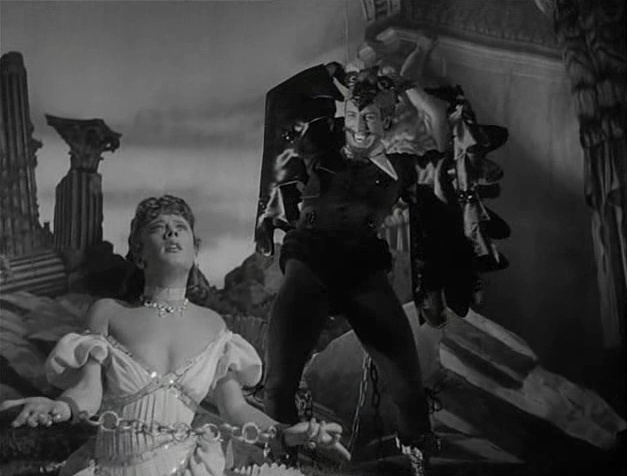
Ballo Excelsior
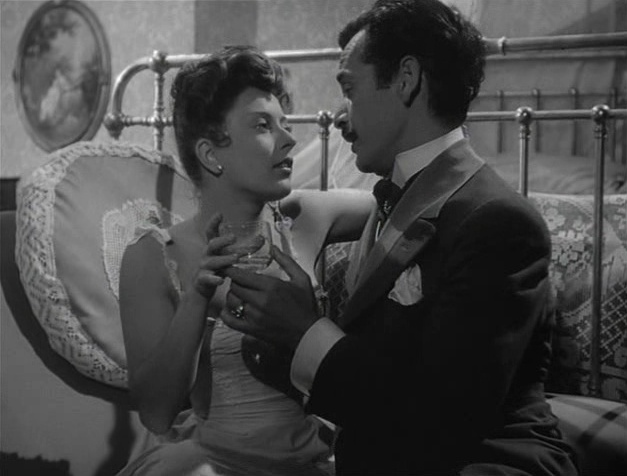
Meno di un giorno
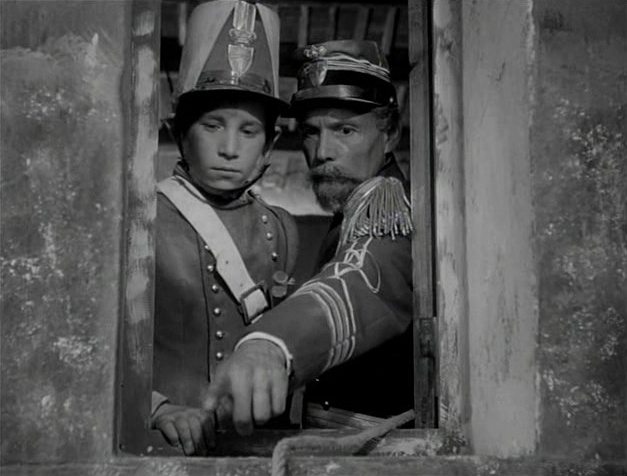
Il Tamburino Sardo
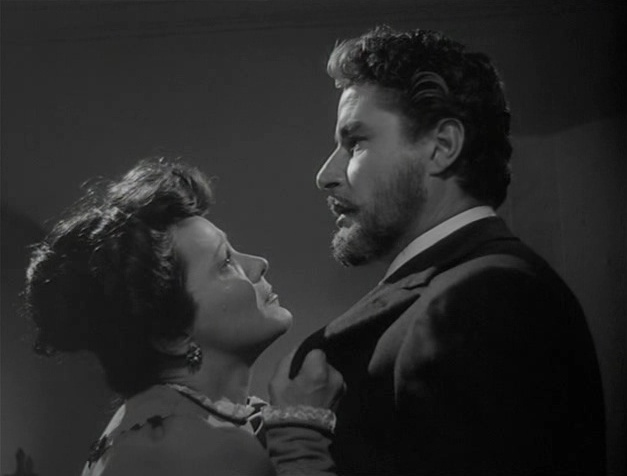
La morsa
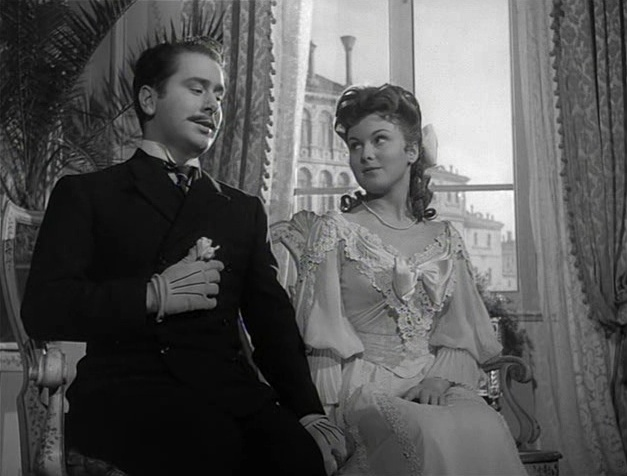
Pot-pourri di canzoni